# КК Лудвигсбург
КК Ризен Лудвисбург немачки је кошаркашки клуб из Лудвигсбурга. У сезони 2022/23. такмичи се у Бундеслиги Немачке и у ФИБА Лиги шампиона.

## Успеси

### Национални
- Првенство Немачке:
  - Вицепрвак (1): 2020.

- Куп Немачке:
  - Финалиста (1): 2008.

## Учинак у претходним сезонама
| Сез.     | Првенство Немачке | Куп Немачке   | Европско такмичење                |
| -------- | ----------------- | ------------- | --------------------------------- |
| 2007/08. | 13. место         | Финалиста     | УЛЕБ куп — Топ 54                 |
| 2008/09. | 11. место         | —             | —                                 |
| 2009/10. | 11. место         | —             | —                                 |
| 2010/11. | 9. место          | —             | —                                 |
| 2011/12. | 16. место         | —             | —                                 |
| 2012/13. | 17. место         | —             | —                                 |
| 2013/14. | Четвртфинале ПО   | —             | —                                 |
| 2014/15. | Четвртфинале ПО   | —             | —                                 |
| 2015/16. | Четвртфинале ПО   | —             | Еврокуп — Топ 32                  |
| 2016/17. | Четвртфинале ПО   | Полуфинале    | ФИБА Лига шампиона — Четвртфинале |
| 2017/18. | Полуфинале ПО     | Прва рунда    | ФИБА Лига шампиона — 4. место     |
| 2018/19. | 10. место         | Осмина финала | ФИБА Лига шампиона — Групна фаза  |
| 2019/20. | Вицепрвак         | Осмина финала | —                                 |
| 2020/21. | Полуфинале ПО     | Групна фаза   | —                                 |
| 2021/22. | Полуфинале ПО     | Осмина финала | ФИБА Лига шампиона — 3. место     |
| 2022/23. | —                 | —             | ФИБА Лига шампиона — Плеј-ин      |

## Познатији играчи
- Миљан Гољовић
- Ермин Јазвин
- Алексеј Нешовић
- Лука Штајгер
- Хајко Шафарцик